# 跨大西洋貿易及投資夥伴協議

TTIP範圍

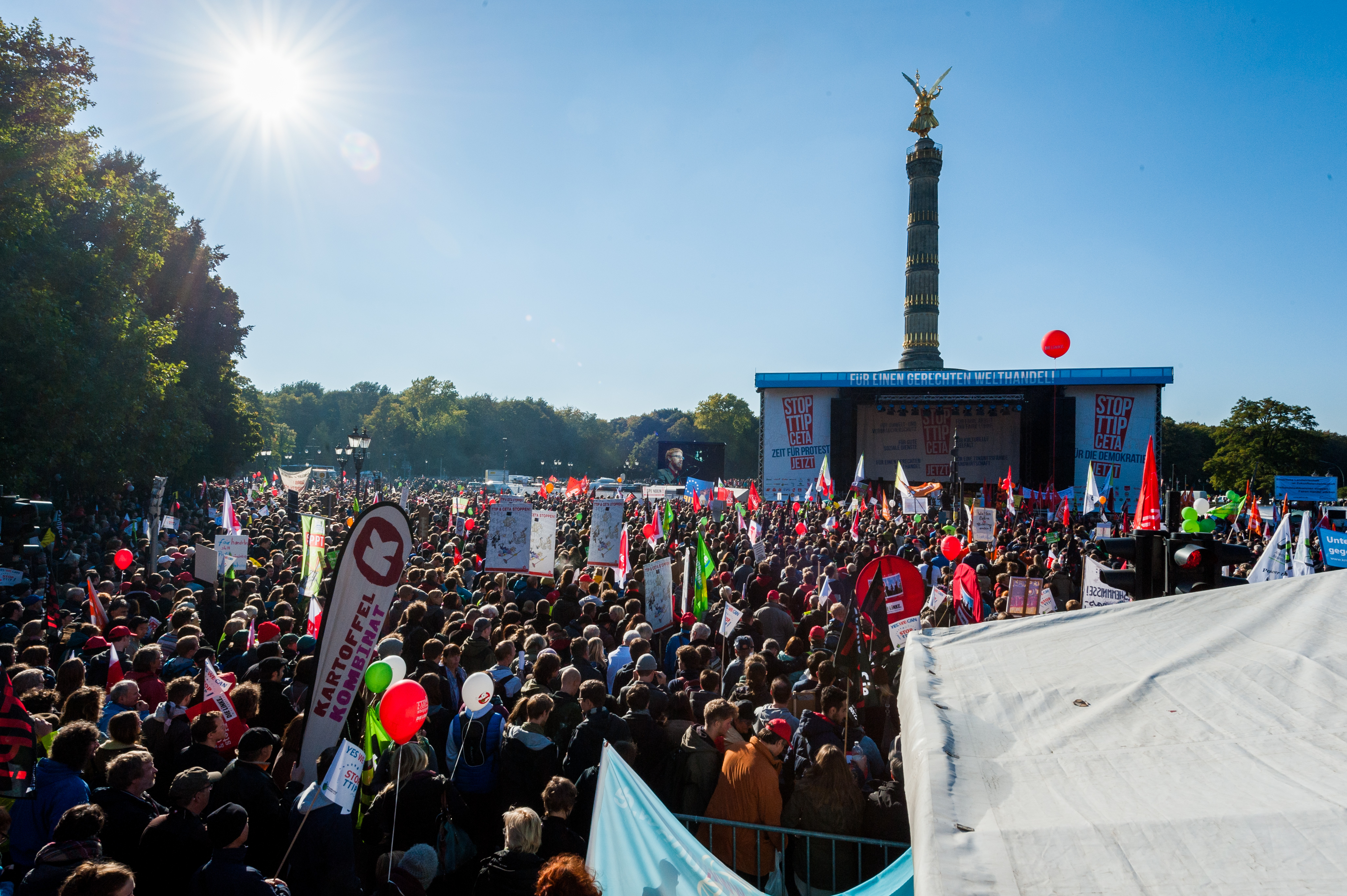
德國2016抗議TTIP的人群

跨大西洋貿易及投資夥伴協議（英語：Transatlantic Trade and Investment Partnership），又稱跨大西洋自由貿易條約（英語：Trans-Atlantic Free Trade Agreement），是歐盟與美国政府（以2015年10月為準）正在談判中的自由貿易條約，若簽訂完成將涵蓋目前世界1/2的GDP，覆蓋世界上較富有的8億人口。
| 直接貿易 | 商品 | 服務 | 投資 | 加總 |
| -------- | ---- | ---- | ---- | ---- |
| 歐到美   | 288  | 159  | 1655 | 2102 |
| 美到歐   | 196  | 146  | 1536 | 1878 |

## 概論
跨大西洋貿易與投資夥伴協議是歐美發起的貿易優惠協定，打造歐美自貿區，官方預計能讓歐盟國內生產總值提高0.52%，但此數據有重大爭議，所以三年多輪談判未能達成共識。新加坡教授鄭永年認為美歐推進TTIP並非僅因經濟因素，重掌國際貿易主導全球貿易話語權，才是其背後真正動因。發展中國家的崛起，特別是新興市場國家經濟力量快速提升，打破了原有全球經貿、財富聚集西方的格局。隨經濟實力的提升，發展中國家在國際舞臺上影響力和話語權不斷增加，使得歐美通過主導全球規則獲更多經貿利益的企圖化為泡影，這也成為多哈回合談判久拖不決擱淺的重要原因之一。
由於磋商過程不透明，加上環保組織和貿易團體認為 TTIP 實際上允許美國公司規避歐盟在健康、安全和環境的監管，可能降低歐洲食品安全標準並破壞環境，TTIP 一直以來都面臨較大爭議。2016年10月，逾10萬德國人曾聚集在柏林抗議 TTIP。截至2016年8月底，已有近350萬歐洲人在網上聯署反對 TTIP。法國總統弗朗索瓦·奥朗德則尤其注意在農業、文化產業對美國太過優惠，會讓美式較低俗的文化滲透破壞歐洲的古典文化。英國之前大力推動 TTIP，但是公投決定脫離歐盟後，歐盟內部推動 TTIP 談判的勢力大幅削弱。
2016年8月30日德國商務部和副總理西格玛尔·加布里尔表示，在政府採購、金融法規、貿易爭端機制上歐洲與美國有重大分歧，三年多來的談判已經失敗，只是無人願意承認。